# 三浦一馬
三浦 一馬（みうら かずま、1990年6月9日 - ）は、日本のバンドネオン奏者。

## 人物・来歴
小松亮太、ネストル・マルコーニに師事。桐朋学園音楽学部附属指揮教室に学ぶ。ミュージックシェアリングアーティストとしても活動している。第25回出光音楽賞受賞。
プロデュース事務所 Moon 所属。

## 略歴
- 1990年 - 東京都世田谷区に生まれる。
- イタリアのフィレンツェで小学校まで育つ。
- 2000年  バンドネオンに出会い、小松亮太に師事する。
- 2006年  平成18年度文化庁新進芸術家国内研修生。
- 2006年  別府アルゲリッチ音楽祭でネストル・マルコーニと出会う。2006年夏、自作CDの売り上げから渡航費を捻出し、アルゼンチンに渡る。アルゼンチンでブエノスアイレスRC・OLIVOS受賞。
- 2007年　平成19年度財団法人ヤマハ音楽振興会演奏活動支援奨学生。
- 2007年3月　首都圏2カ所でデビューコンサートを行う。両会場とも、チケットは開催前に売り切れとなった。
- 2007年10月　神奈川県立音楽堂「井上道義の上り坂コンサート」にてオーケストラデビュー（共演は神奈川フィル）。ネストル・マルコーニのバンドネオン協奏曲「TANGOS CONCERTANTES」を日本初演（同時にアルゼンチン以外の国での国際デビューとなる）。

- 2008年10月　イタリアで開催された「国際アストル・ピアソラコンクール（XXXIII PREMIO e CONCORSO INTERNAZIONALE Citta di Castelfidardo CAT.M）」で、日本人では初の史上最年少で準優勝を果たす。
- 2009年3月18日 ビクターエンタテインメントよりデビューアルバム『タンゴ・スイート』をリリース。
- 2009年5月-6月　TANGOミュージカル「タンゲーラ」のオープニングアクトの大抜擢を受ける。
- 2009年7月　紀尾井ホールにて「東京の夏」音楽祭・日本の若い実力に出演。五重奏を率いて演奏。
- 2009年9月-10月　CDリリース記念ツアー（浜離宮朝日ホール・しらかわホールなど）
- 2009年8月　大植英次指揮大阪フィルハーモニー交響楽団「青少年のためのコンサート NHK大阪ホール） ピアソラのバンドネオン協奏曲より第3楽章を演奏
- 2010年10月　「井上道義の上り坂コンサート」ファイナルガラに出演。
- 2011年1月　サントリーホール第22回成人の日コンサートに出演。
- 2011年5月　第13回別府アルゲリッチ音楽祭に出演。世界的ピアニストのマルタ・アルゲリッチと二重奏で共演。また、ヴィオラのユーリー・バシュメット他ともアンサンブルでも共演。
- 2011年11月　セカンドアルバム「ブエノスアイレスの四季」をリリース。レコード芸術誌特選盤となる。
- 2012年9月　 東京フィルハーモニー交響楽団オーチャード定期演奏会にソリスト出演　指揮/アロンドラ・デ・ラ・パーラ
- 2012年11月　3枚目のアルバム「カーメラタンゴス」をリリース。レコード芸術誌準特選盤となる。
- 2012年12月  世界最高峰のバンドネオン奏者　ネストル・マルコーニとの師弟共演を東京（紀尾井ホール2公演）兵庫・名古屋ツアーを行い大成功を収める。　マルコーニ作曲｢カーメラタンゴス」をマルコーニ指揮にて日本初演をした。
- 2012年12月　ららら♪クラシックスペシャル　クラシックハイライト2012に出演。ライブ演奏も行う。
- 2013年1月　大阪フィルハーモニー交響楽団　八尾演奏会出演　指揮/飯森範親
- 2013年1月　関西フィルハーモニー管弦楽団コンサート　指揮/藤岡幸夫
- 2013年4月　関西フィルハーモニー管弦楽団　奈良定期演奏会　指揮/藤岡幸夫
- 2013年9月　京都市交響楽団　オーケストラ・ア・ラ・カルト　指揮/高関健
- 2013年11月　札幌交響楽団　札響名曲シリーズ　指揮/井上道義
- 2013年12月　PFU　クリスマスチャリティーコンサート　オーケストラアンサンブル金沢/井上道義
- 2013年12月　心ゆさぶれ!先輩ROCK YOUの公開トークライブに出演し、coba、吉田兄弟とコラボレーション。バンドネオンの仕組みを丁寧に紹介するシーンも見られた。
- 2014年1月　ヴィオラマスタークラス10周年記念コンサート（小樽）にて今井信子と共演。
- 2014年3月　はばたきコンサート（津田ホール）にて池辺晋一郎とオブリヴィオンを共演。
- 2014年9月　アメリカ　ワシントンDCにおいて、Urban Tango Trioのスペシャルゲストに招聘され演奏、好評を博す。
- 2015年3月　第25回出光音楽賞受賞。
- 2016年7月　大阪フィルハーモニー交響楽団第500回定期出演　井上道義指揮　L．バカロフ「ミサタンゴ」
- 2016年9月　NHKクラシック音楽館　大阪フィルハーモニー500回定期放送　井上道義指揮　L.バカロフ「ミサタンゴ」
- 2017年4月　ドイツデビュー　Dusseldorf Robert-Schmann-SaalにてDogma chamber orchestra のソリストとして招聘される。
- 2017年5月　ラ・フォル・ジュルネ・オ・ジャポン出演　L.バカロフ「ミサタンゴ」井上道義指揮　新日本フィルハーモニー交響楽団・東響コーラス
- 2017年7月　三浦一馬率いる室内オーケストラ 東京グランドソロイスツを立ち上げ、第一生命ホールで第1回目となるコンサートを行い大成功を収める。
- 2021年2月-  NHK大河ドラマ『青天を衝け』大河の紀行にてバンドネオン独奏。

## ディスコグラフィ
- タンゴスイート（ビクターエンタテインメント）2009年
- ブエノスアイレスの四季（ビクターエンタテインメント）2011年　レコード芸術誌特選盤
- カーメラタンゴス（ビクターエンタテインメント）2012年　レコード芸術誌準特選盤
- ス・ワンダフル～三浦一馬プレイズ・ガーシュウィン～（ビクターエンタテインメント）2015年
- 別府アルゲリッチ音楽祭　希望～明日へ向かって　東日本大震災のチャリティCD
- LIBERTANGO  KAZUMA MIURA QUINTETO（キングレコード） レコード芸術誌特選盤
- Libertango 15歳の軌跡（自作制作盤）

### 参加CD
- Belle Excentrique Michiko Hayashi
- 松本俊明 五線紙と白地図
- 松下奈緒 Scene25 ～Best of Nao Matsushita

## コンサート

### 三浦一馬 東京グランド・ソロイスツ ＆ キンテート ツアー2021
2021年
- 3月10日（水）群馬　高崎芸術劇場　★
- 3月11日（木）広島　アステールプラザ大ホール　★
- 3月12日（金） 愛知　豊田市コンサートホール  ［TGS］
- 3月13日（土）大阪　ザ・シンフォニーホール  ［TGS］
- 3月21日（日）埼玉　所沢市民文化センターミューズ  ［TGS］
- 4月24日（土）神奈川　ミューザ川崎シンフォニーホール　★
- 5月2日（日） 新潟　りゅーとぴあ 新潟市民芸術文化会館  ［TGS］
- 5月21日（金）東京　東京芸術劇場 ［NHK交響楽団］
- 5月22日（土）東京　東京芸術劇場 ［NHK交響楽団］
- 6月6日（日）鹿児島　霧島国際音楽ホールみやまコンセール  ［TGS］
- 7月3日（土）東京　第一生命ホール  ［TGS］
- 7月4日（日）兵庫　兵庫県立芸術文化センター神戸女学院小ホール  ［三浦・山中・上野］
- 7月6日（火）東京　浜離宮朝日ホール　★
- 7月15日（木）長野　岡谷市文化会館カノラホール　★
- 9月7日（木）大分　iichiko総合文化センター　★
- 11月23日（火）東京　かつしかシンフォニーヒルズ  ［TGS］
- 12月2日（木）名古屋　しらかわホール　★
- 12月4日（土）長野　飯田文化会館　★

#### 東京グランド・ソロイスツ（室内オーケストラ）メンバー
- バンドネオン：三浦一馬
- ソロ・ヴァイオリン：石田泰尚
- ヴァイオリン：塩田脩、丹羽洋輔、鈴木浩司、桜田悟、ビルマン聡平、奈須田弦、田村昭博ほか
- ヴィオラ：生野正樹、鈴村大樹、萩谷金太郎
- チェロ：西谷牧人、門脇大樹 ほか
- コントラバス：黒木岩寿、髙橋洋太
- ギター：大坪純平
- パーカッション：石川智
- ピアノ：山田武彦

#### キンテート（五重奏）メンバー
- バンドネオン：三浦一馬
- ソロ・ヴァイオリン：石田泰尚
- コントラバス：髙橋洋太
- ギター：大坪純平
- ピアノ：山田武彦

## イベント
- 東京ブラスコンコード
- 村井正誠記念美術館プレオープニングコンサート
- YOSAKOI ソーラン祭り　ゲスト参加
- アルゼンチン大使館・目黒区共催　「アルゼンチンフェスティバル」にて講師を務める
- アルゼンチン　国際ダンス選手権にゲスト出演（オーケストラのメンバーの一人として）
- Kazuma Début すみだトリフォニー公演
- Kazuma Début 久喜公演
- 井上道義の上り坂コンサート Vol.7
- 2007年11月　青い鳥福祉会へのチャリティーコンサートを行う。
- 2008年4月　和光市民文化センター サンアゼリア（埼玉県和光市）にて、バンドネオン・リサイタル（開館日記念コンサート）を行う。
- 村井正誠記念美術館 ワークショップ『この人のいる場所』
- TANGOミュージカル「タンゲーラ」（アルゼンチンから来日）のオープニングアクトに大抜擢。アルゼンチン関係者からも絶賛を受ける。
- アリオン音楽財団『東京の夏』日本の若き実力に出演
- 大萩康司×三浦一馬デュオライブ（2010年5月29日 アルカスSASEBO 中ホール）
- 未来の音ガラコンサート　めぐろパーシモンホール　2013年3月

## テレビ
- 題名のない音楽会21（テレビ朝日）
- たけしの誰でもピカソ（テレビ東京）
- こんにちはいっと6けん（NHK総合テレビ）※関東ローカル
- クラシカジャパン
- 大阪フィル・青少年のためのコンサート2009　（NHK教育テレビ）
- おもいッきりDON!ナゴヤ （2009年9月30日、中京テレビ）
- トップランナー（2010年9月11日、12月18日再放送、NHK総合テレビ）
- NHKみんなのうた「エレファン」でバンドネオン演奏を担当（うた：手嶌葵）。2011年10～11月の2ヶ月間、NHK総合テレビ・Eテレほかで連日放送
- ららら♪クラシックスペシャル　クラシックハイライト2012（2012年12月31日放送）
- 心ゆさぶれ!先輩ROCK YOU（2013年12月14日、日本テレビ）※公開収録のメインゲストであるcobaとコラボレーション。曲目はリベルタンゴ。
- 心ゆさぶれ!先輩ROCK YOU（2013年12月21日、日本テレビ）※前週の続きで三浦がメインの週。三味線奏者吉田兄弟とコラボレーション。
- ありがとう 巣立つ息子は感謝をこめて音を奏でた！（2014年4月16日、BS朝日　初のドキュメンタリー番組）

## 新聞
- 朝日新聞朝刊第2面「ひと」
- 朝日新聞夕刊（2009年9月）
- 読売ジュニアプレス
- 毎日新聞

## 雑誌
- 月刊ピアノ
- ymf（yamaha music foundation）
- 現代ギター
- 月刊LATINA　2009.11
- 週刊文集
- 文藝春秋　2013.2月号　大手メディアと識者が選んだ108人　人材はここにいる・日本を担う逸材に選ばれる。
- 音楽の友　2013.2月号
- レコード芸術　2015・6月号　INTERVIEW

## ラジオ
- 《ベローズ・ラバーズ・ナイト》（アコーディオニストのcobaとのセッション、NHK-FM放送）
- NHK-FM　名曲リサイタル
- FM NACK5
- かわさきFM
- FMえどがわ
- J-WAVE
- 三菱地所　Classy　Cafe
- FMヨコハマ
- 安住紳一郎の日曜天国（2010年11月14日、TBSラジオ）
- 内田恭子のウチ・ココ ～ウチだけ、ココだけの話（2013年1月6日、東京FM）
- きらクラ
- 平原綾香　ヴィーナスラウンジ